# Глухой палатальный спирант
Глухой палатальный спирант — согласный звук в МФА, встречающийся в некоторых языках. В Международном фонетическом алфавите обозначается как ç, а в X-SAMPA как C. Не стоит путать глухой палатальный спирант с глухим альвео-палатальным сибилянтом. Данному символу присвоен номер 138.

## Свойства
- По фонации: глухой.
- По месту образования: палатальный.
- По способу образования: фрикатив.
- Пульмонический согласный.

## Распространение
| Язык            | Язык               | Слово  | МФА       | Перевод   | Примечания                                    |
| --------------- | ------------------ | ------ | --------- | --------- | --------------------------------------------- |
| Азербайджанский | Некоторые диалекты | çörək  | [t͡ʃœrʲæç] | «хлеб»    | аллофон /x/.                                  |
| Английский      | Британский         | hue    | [çʉ:]     | «оттенок» | реализация фонемы /hj/ у некоторых носителей. |
| Английский      | Шотландский        | loch   | [ɫɔç]     | «озеро»   | аллофон /x/.                                  |
| Немецкий        | Немецкий           | nicht  | [nʲɪçt]   | «не, нет» |                                               |
| Греческий       | Греческий          | ψυχή   | [psɪçi]   | «душа»    | аллофон /x/ перед /e̞/ и /i/.                  |
| Испанский       | Испанский          | mujer  | [muçe̞ɾ]   | «женщина» | аллофон /x/.                                  |
| Русский         | Русский            | глухой | [gɫuxoç]  |           | аллофон /j/ в конце слова.                    |